# Lijst van personages uit Star Wars Legends
Dit is een (incomplete) lijst van personages uit Star Wars Legends. De lijst bevat personages die alleen voorkomen in Star Wars: Legends (voorheen: Expanded Universe), en die dus niet voorkomen in de officiële Star Wars Canon.
Voor personages die tot de officiële canon behoren zie Lijst van personages uit Star Wars.

## 0-9
- 4-8C

## A
- Boc Aseca
- Darth Andeddu
- Nom Anor
- Koffi Arana
- Atris
- Sagoro Autem
- Azrakel

## B
- Bodo Baas
- Vodo-Siosk Baas
- Yuthura Ban
- Darth Bandon
- Mungo Baobab
- Bao-Dur
- Daakman Barrek
- Reelo Baruk
- Rep Been
- Nem Bees
- Beju
- Garm Bel Iblis
- Tendau Bendon
- Jolee Bindo
- Anchor Blue
- Ood Bnar
- Aidan Bok
- Pax Bonkik
- Brakiss
- Empatojayos Brand
- Brianna
- Maris Brood

## C
- Darth Caedus
- Callista
- Zayne Carrick
- Cerasi
- Charal
- Olana Chion
- Tsui Choi
- Chuundar
- Cilghal
- Darth Cognus
- Ronet Coorr
- Swilla Corey
- Crion

## D
- Admiraal Daala
- Joclad Danva
- Gav Daragon
- Hok Daragon
- Jori Daragon
- Timar Daragon
- Gavin Darklighter
- Gizor Dellso
- Desann
- Darth Desolous
- Tenel Ka Djo
- Lushros Dofine
- Dorsk 81
- Dorsk 82
- Droma
- DS-61-2 (Mauler)
- DS-61-3 (Backstabber)
- DS-61-4 (Dark Curse)
- Redge Dunlak
- Durge
- Kyp Durron

## E
- E-3P0
- Juno Eclipse
- Zez-Kai Ell
- Lumas Etima

## F
- Keyan Farlander
- Davin Felth
- Cassus Fett
- Borsk Fey'lya
- Galak Fyyar

## G
- G0-T0
- Dor Gal-ram
- Gethzerion
- Dhagon Ghent
- Sha'a Gi
- Micah Giiett
- Gorc
- Vilmarh Grahrk
- Ottegru Grey

## H
- Hanharr
- Sharad "Howlrunner" Hett
- HK-47
- HK-50
- Horak-mul
- Tulak Hord
- Corran Horn
- Zo Howler
- Kai Hudorra
- Aarrba de Hutt
- Zorba de Hutt

## I
- Isolder
- Ysanne Isard

## J
- Supreme Overlord Shimrra Jamaane
- Dass Jennir
- Arca Jeth
- Anna Jool
- Juhani
- Kai Justiss

## K
- Skere Kaan
- Ssk Kahorr
- Kalgrath
- Davik Kang
- Kir Kanos
- Saul Karath
- Talon Karrde
- Jodo Kast
- Kyle Katarn
- Morgan Katarn
- Kavar
- Serra Keto
- K'Kruhk
- Sha Koon
- Jaden Korr
- Rahm Kota
- Darth Krayt
- Darth Kreia
- Ludo Kressh
- Krussk
- Kueller
- Exar Kun
- An'ya Kuro
- Plovin Kut
- Charza Kwinn
- Kylantha

## L
- Tsavong Lah
- Vrook Lamar
- Bevel Lemelisk
- Gilramos Libkath
- Commander Llaban
- Drake Lo'gaan
- Kirtan Loor
- Lowbacca

## M
- Darth Maladi
- Darth Malak
- Darth Malgus
- Galen Marek
- Kento Marek
- Mallie Marek
- Visas Marr
- Jai Maruk
- Roth-Del Masona
- Maw
- Jessica Meade
- Commander Merai
- Jaster Mereel
- Mical
- Sena Leikvold Midanyl
- Darth Millenial
- Rom Mohc
- Voolvif Monn
- Montross

## N
- Darred Janren Naberrie
- Memit Nadill
- Janice Nall
- Nield
- Darth Nihilus
- Darth Nihl
- Nilo
- Shug Nino
- Ona Nobis
- Calo Nord
- Nim
- Darca Nyl

## O
- Odan-Urr
- Odumin
- Ferus Olin
- Carth Onasi
- Onimi
- Ooroo
- Canderous Ordo
- Jan Ors
- Johun Othone

## P
- Kazdan Paratus
- Darth Phobos
- Lomi Plo
- Tannon Praji
- Cydon Prax
- PROXY

## Q
- Cay Qel-Droma
- Ulic Qel-Droma
- Qordis

## R
- R2-D7
- Marka Ragnos
- Qu Rahn
- Rana
- Atton Rand
- Alema Rar
- Stam Reath
- Loam Redge
- Darth Revan
- Darth Rivan

## S
- Naga Sadow
- Sariss
- Nat Secura
- Pol Secura
- Executor Sedriss
- Tarr Seirr
- Diva Shaliqua
- Shakka
- Bastila Shan
- Echuu Shen-Jon
- Roan Shryne
- Simus
- Darth Sion
- Ben Skywalker
- Cade Skywalker
- Just Skywalker
- Mara Jade Skywalker
- Anakin Solo
- Jacen Solo
- Jaina Solo
- Sonam-Ha'ar
- Iaco Stark
- Olee Starstone
- Alto Stratus
- Ozzik Sturn
- Nomi Sunrider
- Meetra Surik

## T
- T3-M4
- Siri Tachi
- Tahl
- Koningin Talia
- Darth Talon
- Sev'rance Tann
- Rango Tel
- Darth Tenebrous
- Terak
- Keizerin Teta
- Bria Tharen
- Raynar Thul
- TK-422
- Vandar Tokare
- Catarine Towani
- Cindel Towani
- Jeremitt Towani
- Mace Towani
- Darth Traya
- Tu'ala
- Tuknatan
- Etain Tur-Mukan
- Tyvokka

## U
- U-3PO

## V
- V-Tan
- Mission Vao
- Lonna Rash
- Kar Castor
- Darth Vectivus
- Tahiri Veila
- Darth Venamis
- Halagad Ventor
- Vergere
- Versé
- Vima Da-Boda

## W
- Welk
- Redd Wessel
- Rogwa Wodrata
- Uthar Wynn
- Darth Wyyrlok

## X
- Xanatos
- Prins Xizor
- Xaverri
- Xeltek

## Y
- Jem Ysanna
- Yun
- Yu'shaa

## Z
- Zaalbar
- Jenna Zan Arbor
- Darth Zannah
- Zekk
- Salla Zend
- Zonder
- Zorneth
- Zsinj